# Momordica balsamina
Concombre balsamite, courgette africaine
Espèce
Synonymes
- Momordica involucrata E. Meyer ex Sonder[1] [2]
- Momordica schinzii Cogn. ex Schinz[1] [2]
- Nevrosperma cuspidata Raf.[1] [2]

Momordica balsamina, le concombre balsamite ou courgette africaine, est une espèce de plantes à fleurs dicotylédones de la famille des Cucurbitaceae, originaire de l'Afrique tropicale et introduite dans les autres continents. Elle est devenue une espèce envahissante dans certaines régions (Inde, Nord de l'Australie, Floride). C'est une plante herbacée annuelle, monoïque, à port rampant ou grimpant. Les fruits sont des baies ovoïdes de 3 à 5 cm de long, de couleur orange vif ou rouge à maturité, contenant de nombreuses graines.
Momordica balsamina est utilisée en médecine traditionnelle depuis très longtemps. Les fruits, les graines et les feuilles sont anthelminthiques.
Les feuilles sont utilisées comme traitement contre la fièvre et les saignements utérins excessifs et pour traiter la syphilis, les rhumatismes, l'hépatite et les troubles cutanés.
La plante est émétique, purgative et vermifuge. 